# Liste der Grundschulen in Dresden
Die Liste der Grundschulen in Dresden führt alle bestehenden öffentlichen und freien Grundschulen in der sächsischen Landeshauptstadt Dresden auf.

## Legende
- Name/Koordinaten: Name der Grundschule
- Gründung: Gründungsjahr
- Träger: Träger der Schule: Landeshauptstadt Dresden (Schulverwaltungsamt) oder Frei
- Schüler: Anzahl der Schüler im Schuljahr 2016/17[1]
- Lage: Lagekoordinaten der Schule. Mit einem Klick auf die Koordinaten lässt sich die Lage der Schule auf verschiedenen Karten anzeigen.
- Bild: Zeigt das Gebäude der Schule

## Liste
| Name | Gründung | Träger | Schüler | Lage                             | Stadtteil                             | Bild         |
| --- | -------- | ------ | ------- | -------------------------------- | ------------------------------------- | ------------ |
| Grundschule Cossebaude | 1894     | Stadt  | 198     | 51° 5′ 9,2″ N, 13° 37′ 48,6″ O   | Cossebaude/Mobschatz/Oberwartha       |              |
| Grundschule Langebrück „Friedrich-Wolf-Grundschule“                                                                                     | 1555     | Stadt  | 198     | 51° 7′ 26,9″ N, 13° 50′ 22,8″ O  | Langebrück/Schönborn                  | Bild gesucht |
| Grundschule Naußlitz | 1899     | Stadt  | 191     | 51° 2′ 8″ N, 13° 40′ 53″ O       | Naußlitz                              |              |
| Grundschule Schönfeld |          | Stadt  | 276     | 51° 1′ 56″ N, 13° 53′ 53,2″ O    | Schönfeld/Schullwitz                  | Bild gesucht |
| Grundschule Weißig „Hutbergschule“ |          | Stadt  | 200     | 51° 3′ 33″ N, 13° 53′ 7,1″ O     | Weißig                                |              |
| Grundschule Weixdorf | 1905     | Stadt  | 261     | 51° 8′ 50,8″ N, 13° 48′ 11,2″ O  | Weixdorf                              | Bild gesucht |
| 4. Grundschule „Am Rosengarten“ |          | Stadt  | 391     | 51° 3′ 42″ N, 13° 45′ 35,7″ O    | Innere Neustadt                       |              |
| 6. Grundschule „Am Großen Garten“ | 1959     | Stadt  | 213     | 51° 2′ 33,8″ N, 13° 46′ 6,8″ O   | Striesen                              |              |
| 8. Grundschule |          | Stadt  | 180     | 51° 4′ 32,1″ N, 13° 43′ 39,7″ O  | Pieschen-Süd                          |              |
| 10. Grundschule |          | Stadt  | 195     | 51° 2′ 27,8″ N, 13° 44′ 27,3″ O  | Seevorstadt-Ost/Großer Garten         |              |
| 12. Grundschule | 1869     | Stadt  | 377     | 51° 3′ 16,1″ N, 13° 41′ 7,3″ O   | Cotta                                 |              |
| 14. Grundschule „Im Schweizer Viertel“                                                                                                  |          | Stadt  | 225     | 51° 2′ 21,2″ N, 13° 43′ 32,5″ O  | Südvorstadt                           |              |
| 15. Grundschule |          | Stadt  | 346     | 51° 4′ 0,6″ N, 13° 45′ 18,3″ O   | Äußere Neustadt                       |              |
| 16. Grundschule „Josephine“ |          | Stadt  | 321     | 51° 2′ 42,2″ N, 13° 43′ 46,4″ O  | Wilsdruffer Vorstadt/Seevorstadt-West |              |
| 19. Grundschule |          | Stadt  | 182     | 51° 4′ 23″ N, 13° 47′ 12,4″ O    | Radeberger Vorstadt                   |              |
| 25. Grundschule „Am Pohlandplatz“ | 1892     | Stadt  | 308     | 51° 2′ 37,9″ N, 13° 47′ 36,3″ O  | Striesen                              |              |
| 26. Grundschule „Am Markusplatz“ | 1879     | Stadt  | 265     | 51° 4′ 41″ N, 13° 43′ 18,7″ O    | Pieschen-Süd                          |              |
| 30. Grundschule „Am Hechtpark“ | 1903     | Stadt  | 407     | 51° 4′ 37″ N, 13° 44′ 48,6″ O    | Leipziger Vorstadt                    |              |
| 32. Grundschule „Sieben Schwaben“ | 1909     | Stadt  | 214     | 51° 2′ 32,9″ N, 13° 48′ 45″ O    | Blasewitz                             |              |
| 33. Grundschule |          | Stadt  | 274     | 51° 1′ 35,1″ N, 13° 48′ 20,4″ O  | Seidnitz/Dobritz                      |              |
| 35. Grundschule „Heinrich Graf von Bünau“                                                                                               | 1900     | Stadt  | 314     | 51° 2′ 32″ N, 13° 41′ 51,6″ O    | Löbtau                                |              |
| 37. Grundschule | 1902     | Stadt  | 290     | 51° 2′ 38″ N, 13° 41′ 22,7″ O    | Löbtau                                |              |
| 39. Grundschule |          | Stadt  | 242     | 51° 1′ 42,2″ N, 13° 42′ 12,2″ O  | Plauen                                |              |
| 41. Grundschule „Elbtalkinder“ | 1899     | Stadt  | 301     | 51° 4′ 50,5″ N, 13° 42′ 18,8″ O  | Mickten                               |              |
| 43. Grundschule „Thomas Müntzer“ | 1894     | Stadt  | 271     | 51° 4′ 58,8″ N, 13° 41′ 12,5″ O  | Kaditz                                |              |
| 44. Grundschule | 1902     | Stadt  | 253     | 51° 1′ 57″ N, 13° 49′ 22″ O      | Tolkewitz/Seidnitz-Nord               |              |
| 47. Grundschule | 1884     | Stadt  | 304     | 51° 1′ 25,7″ N, 13° 45′ 41,5″ O  | Strehlen                              |              |
| 48. Grundschule | 1785     | Stadt  | 136     | 51° 3′ 23,9″ N, 13° 43′ 13,5″ O  | Friedrichstadt                        |              |
| 49. Grundschule „Bernhard August von Lindenau“                                                                                          | 1968     | Stadt  | 417     | 51° 1′ 45,3″ N, 13° 42′ 53,7″ O  | Plauen                                |              |
| 50. Grundschule „Gertrud Caspari“ | 1991     | Stadt  | 279     | 51° 7′ 22,9″ N, 13° 46′ 45,7″ O  | Klotzsche                             | Bild gesucht |
| 51. Grundschule „An den Platanen“ |          | Stadt  | 415     | 51° 2′ 48,3″ N, 13° 47′ 22,4″ O  | Striesen                              |              |
| 56. Grundschule | 1899     | Stadt  | 354     | 51° 5′ 25,9″ N, 13° 42′ 45,3″ O  | Trachau                               |              |
| 59. Grundschule „Jürgen Reichen“ |          | Stadt  | 359     | 51° 3′ 49,6″ N, 13° 49′ 47,4″ O  | Bühlau/Weißer Hirsch                  | Bild gesucht |
| 61. Grundschule „Heinrich Schütz“ | 1882     | Stadt  | 166     | 51° 3′ 2,1″ N, 13° 50′ 43,4″ O   | Bühlau/Weißer Hirsch                  | Bild gesucht |
| 62. Grundschule „Friedrich Schiller“ |          | Stadt  | 196     | 51° 3′ 1,7″ N, 13° 49′ 10″ O     | Loschwitz/Wachwitz                    | Bild gesucht |
| 63. Grundschule „Johann Gottlieb Naumann“                                                                                               | 1876     | Stadt  | 478     | 51° 2′ 54,8″ N, 13° 48′ 14″ O    | Blasewitz                             |              |
| 65. Grundschule „Am Waldpark Kleinzschachwitz“                                                                                          |          | Stadt  | 203     | 51° 0′ 26,3″ N, 13° 50′ 59,7″ O  | Kleinzschachwitz                      |              |
| 68. Grundschule „Am Heiligen Born“ | 1907     | Stadt  | 327     | 51° 0′ 39″ N, 13° 45′ 50,9″ O    | Leubnitz-Neuostra                     |              |
| 70. Grundschule „An der Südhöhe“ |          | Stadt  | 199     | 51° 1′ 8,1″ N, 13° 44′ 26,9″ O   | Kleinpestitz/Mockritz                 |              |
| 71. Grundschule „Am Kaitzbach“ | 1736     | Stadt  | 150     | 51° 0′ 53,8″ N, 13° 43′ 45″ O    | Kleinpestitz/Mockritz                 |              |
| 74. Grundschule |          | Stadt  | 105     | 51° 2′ 31,7″ N, 13° 38′ 33,1″ O  | Gompitz/Altfranken                    |              |
| 75. Grundschule | 1876     | Stadt  | 209     | 51° 3′ 35,1″ N, 13° 40′ 3,7″ O   | Briesnitz                             |              |
| 76. Grundschule | 1695     | Stadt  | 190     | 51° 3′ 47,2″ N, 13° 40′ 9,2″ O   | Briesnitz                             |              |
| 77. Grundschule „An den Seegärten“ |          | Stadt  | 175     | 51° 4′ 54″ N, 13° 39′ 9,3″ O     | Briesnitz                             |              |
| 80. Grundschule „An der Windbergbahn“                                                                                                   | 1897     | Stadt  | 207     | 51° 0′ 41,6″ N, 13° 41′ 27,9″ O  | Coschütz/Gittersee                    |              |
| 81. Grundschule „Robert Weber“ | 1898     | Stadt  | 208     | 51° 1′ 27,3″ N, 13° 41′ 22″ O    | Naußlitz                              |              |
| 82. Grundschule „Am Königswald“ |          | Stadt  | 197     | 51° 6′ 52,4″ N, 13° 46′ 49,3″ O  | Klotzsche                             | Bild gesucht |
| 84. Grundschule „In der Gartenstadt“ | 1914     | Stadt  | 203     | 51° 6′ 48,3″ N, 13° 45′ 21,1″ O  | Hellerau/Wilschdorf                   | Bild gesucht |
| 85. Grundschule | 1983     | Stadt  | 157     | 51° 6′ 59,1″ N, 13° 43′ 48,9″ O  | Hellerau/Wilschdorf                   | Bild gesucht |
| 88. Grundschule | 1969     | Stadt  | 90      | 51° 0′ 58,2″ N, 13° 51′ 54,4″ O  | Hosterwitz/Pillnitz                   | Bild gesucht |
| 89. Grundschule | 1875     | Stadt  | 268     | 50° 59′ 58,9″ N, 13° 49′ 28,5″ O | Niedersedlitz                         |              |
| 90. Grundschule | 1841     | Stadt  | 202     | 50° 59′ 18,4″ N, 13° 50′ 5,8″ O  | Lockwitz                              |              |
| 91. Grundschule „Am Sand“ | 1900     | Stadt  | 184     | 50° 59′ 59,4″ N, 13° 51′ 16,5″ O | Kleinzschachwitz                      |              |
| 92. Grundschule „An der Aue“ | 1898     | Stadt  | 206     | 51° 0′ 12,8″ N, 13° 50′ 36,5″ O  | Großzschachwitz                       |              |
| 93. Grundschule | 1970     | Stadt  | 222     | 51° 0′ 54″ N, 13° 48′ 56,2″ O    | Leuben                                |              |
| 95. Grundschule „Caroline Neuber“ |          | Stadt  | 383     | 51° 1′ 41,2″ N, 13° 49′ 47,5″ O  | Laubegast                             |              |
| 96. Grundschule „Am Froschtunnel“ |          | Stadt  | 324     | 51° 1′ 51″ N, 13° 47′ 43,6″ O    | Seidnitz/Dobritz                      |              |
| 102. Grundschule „Johanna“ | 1974     | Stadt  | 241     | 51° 3′ 21,3″ N, 13° 45′ 58,1″ O  | Johannstadt                           |              |
| 103. Grundschule „Unterm Regenbogen“ | 1975     | Stadt  | 374     | 51° 3′ 59,3″ N, 13° 45′ 47,1″ O  | Radeberger Vorstadt                   |              |
| 106. Grundschule |          | Stadt  | 460     | 51° 5′ 26,8″ N, 13° 43′ 15,7″ O  | Pieschen-Nord/Trachenberge            | Bild gesucht |
| 108. Grundschule „Sonnenblumenschule“                                                                                                   |          | Stadt  | 300     | 51° 2′ 15,9″ N, 13° 47′ 2,5″ O   | Gruna                                 |              |
| 113. Grundschule „Canaletto“ |          | Stadt  | 223     | 51° 2′ 49,3″ N, 13° 45′ 33,4″ O  | Johannstadt                           |              |
| 117. Grundschule „Ludwig Reichenbach“                                                                                                   |          | Stadt  | 245     | 51° 2′ 0,3″ N, 13° 44′ 0,9″ O    | Südvorstadt                           |              |
| 120. Grundschule „Am Geberbach“ |          | Stadt  | 292     | 51° 0′ 37,5″ N, 13° 47′ 56,5″ O  | Prohlis                               |              |
| 122. Grundschule „Am Palitzschhof“ | 1979     | Stadt  | 282     | 51° 0′ 24,7″ N, 13° 47′ 26,7″ O  | Prohlis                               |              |
| 129. Grundschule | 1986     | Stadt  | 197     | 51° 1′ 5″ N, 13° 46′ 36″ O       | Strehlen                              |              |
| 135. Grundschule |          | Stadt  | 320     | 51° 2′ 41,1″ N, 13° 40′ 38,3″ O  | Gorbitz                               |              |
| 139. Grundschule | 1986     | Stadt  | 324     | 51° 2′ 44,1″ N, 13° 40′ 2,3″ O   | Gorbitz                               |              |
| 144. Grundschule | 2014     | Stadt  | 204     | 51° 4′ 50,2″ N, 13° 42′ 30,3″ O  | Mickten                               |              |
| 147. Grundschule | 2017     | Stadt  |         | 51° 5′ 20,8″ N, 13° 44′ 5,2″ O   | Pieschen-Nord/Trachenberge            | Bild gesucht |
| 153. Grundschule | 2018     | Stadt  |         | 51° 3′ 1,4″ N, 13° 42′ 58,5″ O   | Friedrichstadt                        |              |
| Universitätsschule Dresden Schulversuch in städtischer Trägerschaft                                                                     | 2019     | Stadt  | 200     | 51° 1′ 14″ N, 13° 42′ 55,4″ O    | Plauen                                |              |
| Aktive Schule Dresden | 2016     | Frei   |         | 51° 0′ 53,3″ N, 13° 40′ 57,5″ O  | Coschütz/Gittersee                    |              |
| BIP Kreativitätsgrundschule Dresden Staatlich anerkannte Ersatzschule                                                                   |          | Frei   | 295     | 51° 2′ 9,4″ N, 13° 45′ 12,3″ O   | Seevorstadt-Ost/Großer Garten         |              |
| Christliche Schule Dresden-Zschachwitz Staatlich anerkannte Ersatzschule                                                                |          | Frei   | 192     | 51° 0′ 26,5″ N, 13° 50′ 55,4″ O  | Kleinzschachwitz                      |              |
| Freie Alternativschule Dresden (Grundschule) Staatlich anerkannte Ersatzschule                                                          | 1992     | Frei   | 80      | 51° 4′ 22″ N, 13° 46′ 12,7″ O    | Albertstadt                           |              |
| Freie Evangelische Schule Dresden Staatlich anerkannte Ersatzschule                                                                     |          | Frei   | 264     | 51° 1′ 56,9″ N, 13° 48′ 39,8″ O  | Tolkewitz/Seidnitz-Nord               |              |
| Freie Montessorischule Huckepack Staatlich anerkannte Ersatzschule                                                                      |          | Frei   | 166     | 51° 2′ 31,4″ N, 13° 47′ 9,5″ O   | Striesen                              |              |
| Freie Waldorfschule Dresden Staatlich genehmigte Ersatzschule                                                                           | 1929     | Frei   | 246     | 51° 4′ 19,7″ N, 13° 45′ 53,5″ O  | Radeberger Vorstadt                   |              |
| Internationale Schule Dresden – Dresden International School Staatlich genehmigte Grundschule in freier Trägerschaft (als Ersatzschule) |          | Frei   | 151     | 51° 2′ 58,8″ N, 13° 43′ 44,2″ O  | Wilsdruffer Vorstadt/Seevorstadt-West |              |
| Laborschule Dresden Staatlich anerkannte Ersatzschule                                                                                   | 2004     | Frei   | 133     | 51° 2′ 38,6″ N, 13° 39′ 50,4″ O  | Gorbitz                               |              |
| Melli-Beese-Grundschule der TÜV Rheinland Schulen Dresden Staatlich anerkannte Ersatzschule                                             |          | Frei   | 78      | 51° 4′ 29,3″ N, 13° 46′ 8,7″ O   | Albertstadt                           |              |
| Neue Waldorfschule Dresden Staatlich genehmigte Ersatzschule                                                                            | 2014     | Frei   | 96      | 50° 59′ 41,9″ N, 13° 48′ 30,7″ O | Niedersedlitz                         |              |
| Private Ganztagsgrundschule IBB gGmbH Dresden Staatlich anerkannte Ersatzschule                                                         |          | Frei   | 136     | 51° 3′ 4,3″ N, 13° 46′ 58,9″ O   | Striesen                              |              |
| SRH Montessori-Grundschule Dresden Staatlich anerkannte Ersatzschule                                                                    |          | Frei   | 82      | 51° 0′ 26,6″ N, 13° 50′ 12,8″ O  | Leuben                                |              |